# ミネルヴァ書房
株式会社ミネルヴァ書房（ミネルヴァしょぼう）は、日本の出版社。本社は京都市山科区。

## 概要
創業1948年、設立1952年、資本金1800万円。創業者は杉田信夫（雑誌『宝石』の岩谷書店の創業者である岩谷満の親戚で、元・岩谷書店社員）
人文・社会科学の学術専門書、教科書、一般書の出版を主要業務とし、従業員約40名。
社名は、ヘーゲルの『法哲学』の序文にある「せまりくる黄昏れをまって、はじめて飛び立つミネルヴァのふくろう」という言葉から取られており、会社のマスコットにもこの「ミネルヴァのふくろう」を用いている。
本社は京都市山科区日ノ岡堤谷町1。東京支社は、東京都千代田区神田小川町2-4-17 大宮第1ビル6F。社長は杉田啓三。